# Commissione Ortoli
La Commissione Ortoli è stata una Commissione europea in carica dal 6 gennaio 1973 al 7 gennaio 1977 presieduta dal francese François-Xavier Ortoli.
Alla commissione Ortoli si deve l'adozione del Sistema monetario europeo e dell'ECU, il padre dell'Euro.

## Presidente
- François-Xavier Ortoli ( Francia) - Democratici progressisti (UDR).

## Composizione politica
- Sinistra\Socialisti: 5 membri
- Democratici Cristiani: 2 membri
- Destra\Conservatori: 3 membri
- Liberali: 1-2 membri
- Indipendenti: 1 membro

## Componenti della Commissione
Legenda:   [     ] Sinistra/Socialisti - [     ] Democratici Cristiani- [     ] Liberali -[     ] Destra/Conservatori - 
| Commissario              | Nazionalità    | Incarico       | Competenze                                                            | Partito nazionale     | Gruppo europeo           |
| ------------------------ | -------------- | -------------- | --------------------------------------------------------------------- | --------------------- | ------------------------ |
| François-Xavier Ortoli   | Francia        | Presidente     |                                                                       | UDR                   | Democratici progressisti |
| Wilhelm Haferkamp        | Germania Ovest | Vicepresidente | Affari economici e finanziari                                         | SPD                   | Socialisti               |
| Patrick Hillery          | Irlanda        | Vicepresidente | Affari sociali                                                        | Fianna Fáil           | Democratici progressisti |
| Christopher Soames       | Regno Unito    | Vicepresidente | Relazioni esterne                                                     | Conservatori          | Conservatori             |
| Carlo Scarascia-Mugnozza | Italia         | Commissario    | Ambiente, tutela dei consumatori e trasporti                          | DC                    | Democratici cristiani    |
| Henri François Simonet   | Belgio         | Vicepresidente | Fiscalità ed energia                                                  | PS                    | Socialisti               |
| Altiero Spinelli         | Italia         | Commissario    | Politica industriale e tecnologica                                    | Sinistra Indipendente | Comunisti                |
| Cesidio Guazzaroni       | Italia         | Commissario    | Politica industriale e tecnologica                                    | indipendente          | Liberali e democratici   |
| Claude Cheysson          | Francia        | Commissario    | Politica di sviluppo e cooperazione, bilancio e controllo finanziario | PS                    | Socialisti               |
| Pierre Lardinois         | Paesi Bassi    | Commissario    | Agricoltura                                                           | KVP                   | Democratici cristiani    |
| Finn Olav Gundelach      | Danimarca      | Commissario    | Mercato interno e unione doganale                                     | indipendente          | indipendente             |
| Ralf Dahrendorf          | Germania Ovest | Commissario    | Ricerca, scienza e istruzione                                         | FDP                   | Liberali e democratici   |
| Guido Brunner            | Germania Ovest | Commissario    | Ricerca, scienza e istruzione                                         | FDP                   | Liberali e democratici   |
| Albert Borschette        | Lussemburgo    | Commissario    | Concorrenza, personale ed amministrazione                             | indipendente          | indipendente             |
| Raymond Vouel            | Lussemburgo    | Commissario    | Concorrenza, personale ed amministrazione                             | LSAP                  | Socialisti               |
| George Thomson           | Regno Unito    | Commissario    | Politiche regionali                                                   | Laburista             | Socialisti               |